# Língua de sinais coreana
A língua de sinais coreana ou língua gestual coreana, (em coreano: 한국 수화 언어; em hanja: 韓國手話言語; RR:  Hanguk Suhwa Eoneo) ou 한국 수어 (em hanja: 韓國手語; RR: Hanguk Sueo) é a língua de sinais da Coreia do Sul é a língua de sinais (pt: língua gestual) usada pela comunidade surda na Coreia do Sul. Tem origem na língua de sinais japonesa, com a qual mantém muitas similaridades. Muitas vezes é referido simplesmente como 수화 (hanja: 手話; romanização: suhwa), que significa assinar em geral.

## História
O início da Língua de Sinais Coreana data de 1889, embora os esforços de padronização só tenham começado em 2000. A primeira escola sul-coreana para surdos foi fundada em 1º de abril de 1913, em Seul, e foi renomeada como Escola Nacional para Surdos em 1945, que mais tarde foi renomeada como Escola para Surdos de Seul, em 1951.
Embora as origens da KSL sejam anteriores ao período colonial japonês (governo de jure, começando em 1910), a língua de sinais desenvolveu algumas características em comum com a gramática da Língua de Sinais Japonesa (Japanese Sign Language - JSL) quando a Coreia estava sob o domínio japonês. A Língua de Sinais Coreana é considerada parte da família da Língua de Sinais Japonesa.
De acordo com o Ministério de Saúde e Bem-Estar da Coreia do Sul haviam 252.779 pessoas com deficiência auditiva e 18.275 pessoas com distúrbios de linguagem na Coreia do Sul no final de 2014. Os números estimados recentes para a quantidade de surdos na Coreia do Sul variam de 180.000 a 300.000. Isso é aproximadamente entre 0,36% e 0,6% da população da Coreia do Sul.

## Status oficial
Em 31 de dezembro de 2015, a Assembleia Nacional da Coreia do Sul aprovou uma legislação para reconhecer a língua de sinais coreana como uma das línguas oficiais da Coreia. Houve dois projetos de lei e duas políticas aprovadas de acordo com esta legislação, que eram “Korean Sign Language Standard Policy” (“Política padrão da língua de sinais coreana", em português), "Sign Language Bill" ("Projeto da língua de sinais", em português), "Korean Sign Language Bill" ("Lei da língua de sinais coreana", em português) e "Sign Language and Deaf Culture Standard Policy" ("Política padrão da língua de sinais e cultura surda", em português), fundidas como A Lei Fundamental da Língua de Sinais Coreana.  A legislação abriu o caminho para um melhor acesso e melhor comunicação na educação, emprego, ambientes médicos e legais, bem como práticas religiosas e culturais. As propostas dentro da legislação consistiam na política nacional e regional e na promulgação para a educação da Língua de Sinais Coreana, que promove e distribui as informações para a criação de um ambiente melhor para o uso da Língua de Sinais Coreana. Além disso, o Planejamento de Melhoria da Língua de Sinais Coreana precisa ser conduzido a cada cinco anos e a pesquisa e investigação do uso da Língua de Sinais Coreana para Surdos precisa ser conduzida a cada três anos.
A Lei da Língua de Sinais Coreana (coreano: 한국 수화 언어 법; hanja: 韓國手話言語法; RR: Hanguk Suhwa Eoneo Beop), que foi adotada em 3 de fevereiro de 2016 e entrou em vigor em 4 de agosto de 2016, estabeleceu a Língua de Sinais Coreana como um idioma oficial para surdos na Coreia do Sul igual em status à Língua Coreana. A lei também estipula que os governos nacionais e locais são obrigados a fornecer serviços de tradução em língua de sinais coreana para indivíduos surdos que deles necessitem. Depois que a Língua de Sinais Coreana foi estabelecida como língua oficial, tornou-se uma exigência que houvesse interpretações assinadas no tribunal. A Língua de Sinais Coreana também é usada durante eventos públicos e programas de serviços sociais. A Coreia do Sul oferece cursos de língua de sinais para pessoas não surdas, e cursos especiais de instrução de língua de sinais estão disponíveis para pais com filhos surdos (Frawley, 2003).
Os gestos da Língua de Sinais Coreana são avaliados usando três critérios de usabilidade: intuitividade, preferência e estresse físico. Intuitividade é o elo entre o próprio gesto e seu significado. Preferência é o quanto gostamos ou não gostamos do gesto quando apresentado. O estresse físico se refere a quanta tensão o gesto coloca no corpo para realizar. O gesto ideal é aquele que tem uma ligação clara com o seu significado, é muito apreciado como expressão física e não causa estresse desnecessário ao apresentar.
Um estudo foi realizado em 2013 para testar os gestos da língua de sinais coreana sob os três critérios. Este estudo descobriu que os gestos projetados pelo usuário costumam ter um desempenho melhor do que os gestos da Língua de Sinais Coreana oficiais nas áreas de preferência e estresse físico. O estudo também mostrou que existe uma forte ligação entre a intuitividade de um gesto e a preferência do usuário. Um elo mais fraco foi mostrado entre preferência e estresse físico, tornando a intuitividade um ponto forte de avaliação na Língua de Sinais Coreana. Este estudo mostrou os pontos fracos do formato KSL atual em comparação com os pontos fortes dos gestos projetados pelo usuário.
O estudo realizado pelo Instituto Coreano de Ciência e Tecnologia em 2013 concluiu que “comparado com outras modalidades de interação, o uso de gestos tem muitas vantagens” (Woojin, 2013). Essas vantagens incluem: os gestos são a forma básica de interação, ao lado da fala, e são capazes de transmitir uma série de significados; isso está presente por meio de outras línguas de sinais, como a Língua de sinais americana (ASL). A KSL tem usos militares, como um método de comunicação quando a interação baseada em voz e teclado e mouse não é possível. Os comandantes fazem sinais com as mãos a outros membros para transmitir mensagens uns aos outros sem alertar as forças próximas. A KSL também é usado em ambientes hospitalares dentro das salas de cirurgia, quando os gestos são usados para se comunicar em ambientes onde a necessidade de saneamento impede outras formas de comunicação. Os gestos estimulam a fragmentação das informações e cada gesto tem um significado, aliviando o fardo da interação humano-computador. Os gestos são facilmente usados com outros métodos, como comunicação vocal. Isso é visto em outras línguas de sinais através da boca e a palavra de cada gesto. Usar as mãos para se comunicar por meio de gestos reduz o estresse físico por meio de gestos simples que exercem pouca pressão sobre os braços e as mãos.
A Língua de Sinais Coreana é gerenciada e catalogada pelo Instituto Nacional da Língua Coreana (National Institute of the Korean Language - NIKL), que é uma agência governamental encarregada de fornecer comentários confiáveis sobre a língua coreana em geral. O Instituto Nacional da Língua Coreana, junto com o Ministério da Cultura, Esportes e Turismo, tem trabalhado para padronizar a Língua de Sinais Coreana desde 2000, publicando o primeiro dicionário oficial da KSL em 2005, bem como um livro de frases comum em 2012.
Um dicionário online pesquisável para a Língua de Sinais Coreana pode ser encontrado em uma página da web do Instituto Nacional da Língua Coreana.

## Marcadores funcionais
A Língua de Sinais Coreana, assim como outras linguagens de sinais, incorpora marcadores não manuais com funções lexicais, sintáticas, discursivas e afetivas. Isso inclui levantar e franzir as sobrancelhas, franzir a testa, balançar a cabeça e inclinar e mover o tronco.

## Alfabeto manual coreano
O alfabeto manual coreano é usado pelos surdos na Coreia do Sul que utilizam a língua de sinais coreana. É um alfabeto de uma mão que imita as formas das letras em Hangul (o alfabeto oral e escrito coreano) e é usado ao signalar em coreano, além de ser integrado à Língua de Sinais Coreana.

### Consoantes
A  única letra com movimento como componente é ssang siot (ㅆ), que começa como dois dedos cruzados apontando para baixo e então se abre.
|  |  |  |  |  |
|  |  |  |  |  |
|  |  |  |  |  |

### Vogais
|  |  |  |  |
|  |  |  |  |
|  |  |  |  |
|  |  |  |  |
|  |  |  |  |

A diferença na orientação entre eo, yeo e os ditongos com base neles, e, ye não é significativa.

## Língua de sinais coreana noK-pop

### BtoB
Na música "Missing You", o grupo incluiu, por sugestão dos próprios integrantes, sinais que representam "estou sentindo saudades", "um ano" e "passou". Além disso, o grupo lançou uma versão completa da canção em língua de sinais, para um vídeo especial do canal do Dingo Music no Youtube.

### B1A4
Na música "Lie" foram incluídos três sinais em língua de sinais coreana. Ao bater na palma da mão duas vezes e colocar o dedo indicador na frente do nariz, os integrantes representam a palavra "mentira", e ao movimentar as mãos para longe do corpo, representaram "ir embora". Também na música há o sinal para "felicidade", feito por meio de um afago no queixo.

### BOL4
Em 2018, o até então duo Bolbbalgan4 fez uma apresentação especial da música "First Love" para o canal Dingo, no YouTube. A apresentação conta com as duas integrantes e uma intérprete de língua de sinais coreana ao lado das cantoras.

### Mamamoo
O grupo Mamamoo representou na música "Starry Night" a frase "as estrelas estão brilhando".

### Seventeen
O grupo Seventeen também já incluiu a língua coreana de sinais em três de suas coreografias - "Pretty U", "Clap" e "Thanks" - em "Thanks", foram incluídos os sinais de "promessa" e o de "obrigado".
Em celebração para o Dia das Mães, o integrante Boo Seung Kwan, juntamente de Park Se Hyun, apareceram em um vídeo para o canal Dingo Music e performaram a música “Why Mom’s Profile Picture Is A Flower Garden”, do cantor Kim Jin Ho. O cenário do vídeo foi de um jardim e o vocalista principal do grupo Seventeen realizou a performance enquanto expressava as emoções da música via uso da língua de sinais, juntamente com Park Se Hyun. O vídeo contou ainda com vocais da mãe de Seung Kwan e com a participação da mãe de Park Se Hyun, que também expressou a mensagem da música com a ajuda da língua de sinais.

### T-ara
Na música "Tiamo", o girl group T-ara incluiu sinais que representam as frases "nossa senha secreta" e "para a pessoa que eu amo".

### Weki Meki
A música "Butterfly", que foi lançada como um single especial para os Jogos Olímpicos de Inverno em Pyeongchang em 2018, tem a coreografia toda em língua de sinais.

### BTS
Em 9 de julho de 2021, através do videoclipe da música "Permission to Dance", o grupo sul-coreano BTS apresentou uma coreografia com sinais da língua de sinais coreana e também da língua de sinais internacional. Em uma entrevista do grupo para a rede de televisão sul-coreana SBS, o integrante J-Hope explicou os sinais incluídos na coreografia: "Existem 3 sinais no total (na coreografia). No primeiro, abra os dois polegares e dobre os outros dedos, e depois faça um gesto parecido como se estivesse coçando o corpo; esse significa 'divertir-se'. Já no segundo, estenda sua mão como um palco e posicione seus dedos (indicador e médio) como se fossem suas pernas; se você os sacudir para a esquerda e para a direita, simboliza 'dançar'. Por último, fazer dois sinais de 'V' com os dedos significa 'paz'". Na mesma entrevista, J-Hope afirmou que o grupo decidiu incluir a língua de sinais porque queriam "transmitir uma energia positiva, conforto e esperança a muitas pessoas em todo o mundo". Segundo a empresa que administra o grupo, Big Hit Music, os membros do BTS e sua equipe de coreografia tomaram um cuidado extra com a precisão dos sinais. "Depois de escolhermos palavras-chave e gestos simbólicos, transformamos isso em coreografia, e passamos por um processo de realizar muitas discussões com especialistas, incluindo pessoas surdas e intérpretes de língua gestual, para ter certeza de que o significado estava se tornando claro", afirmou a empresa.
Membros da comunidade surda da Coreia do Sul também falaram sobre a coreografia. Kim Dong-ho, intérprete de língua de sinais para as sessões de informação da COVID-19 pelo governo sul-coreano, afirmou: "Para os surdos, a música é um dos gêneros mais distantes em termos de cultura. Há uma distância cultural que significa que você tem que passar por outro passo para entender a letra e dançar junto. Mesmo para as pessoas que podem ouvir a música, os sons parecem vibrações que ressoam, mas o BTS ajudou a vencer essa distância desta vez, usando a língua de sinais na coreografia que se adapta à letra para que as pessoas surdas possam pegar o significado imediatamente e se juntar à diversão".
Os meninos do BTS continuam sendo uma fonte de inspiração e aprimoramento para pessoas ao redor do mundo e agora, eles se tornaram uma ferramenta para transformar a vida de pessoas com deficiência auditiva. Foi anunciado que Saori Fujimoto, artista de língua de sinais, tem usado o BTS e suas músicas como método para se conectar com os surdos, uma ferramenta que tem recebido críticas favoráveis e resultados positivos. A artista tem tocado músicas como "ON" e "Dynamite", com o objetivo de trazer calor e uma mensagem positiva do BTS às pessoas com deficiência auditiva.
Já a iniciativa de passar a mensagem da música Permission to Dance às pessoas com deficiência auditiva partiu do próprio grupo. RM, líder do BTS, explicou que “A ideia surgiu e percebemos que nunca tínhamos pensado nisso antes, então acabamos experimentando”, depois de perceberem que eles nunca tinham inserido a língua de sinais em suas danças, decidiram coletivamente tentar. Com o lançamento, o artista declarou que ficou muito feliz com a boa recepção de “Permission to Dance“: “Tivemos feedback de muitas pessoas que foram tocadas por nosso trabalho, o que foi muito bom“.
O diretor-geral da Organização Mundial da Saúde, Tedros Adhanom Ghebreyesus também postou em sua conta do Twitter, no dia 10 de julho, uma mensagem para o grupo: "Obrigado, BTS, por incluir a língua de sinais em seu videoclipe de 'Permission to Dance'. Como 1,5 bilhões de pessoas no mundo são afetadas pela perda auditiva, a língua dos sinais pode ajudá-las a continuar desfrutando de música que pode trazer alegria à vida".
Outra estrela do K-Pop que aprendeu a língua de sinais para se comunicar com os fãs foi o V do BTS. BTS participou do evento “Class of 2020”, um projeto do YouTube. A participação foi feita via vídeos pré-gravados, em que eles discursaram mensagens de esperança para os formandos durante o período de pandemia. Durante o vídeo do V, ele desejou para todos “boa sorte”. Antes de terminar o seu tempo de tela, ele fez o sinal de “aplausos” para animar e parabenizar os graduandos. Além do “Class of 2020”,  V continuou a demonstrar seu apoio ao uso da língua de sinais. 
Na BangBangCon The Live, show on-line do grupo, V comunicou que o fandom ARMY está sempre “junto” com o grupo BTS com o uso da língua de sinais. 
Em uma polaroid da sessão de fotos escolhida para promover a era de “Butter” canção do grupo, o cantor sinalizou a palavra “manteiga” na palma de uma de suas mãos em honra ao comeback do grupo. Na língua de sinais, para comunicar a palavra “manteiga” é necessário deslizar os dedos indicador e médio para baixo na palma da mão oposta.

### Luna(f(x))
Em 2012, a cantora Luna do grupo f(x) aprendeu a língua de sinais para performar no programa Immortal Songs, após receber uma carta de um fã surdo. Na carta, o fã conta que amava as performances da Luna, mesmo não conseguindo escutá-las. A idol cantava e expressava as emoções da música com a ajuda da língua de sinais para o fã que estava na plateia do programa.

### Red Velvet
O grupo Red Velvet aprendeu a língua de sinais e utilizou no MV de comeback intitulado “Red Flavor”. O videoclipe foi inspirado nos noticiários coreanos, em que aparece no canto da tela um tradutor fazendo sinais. No início do vídeo, é possível ver as integrantes do grupo traduzindo as “notícias” em língua de sinais.

### IU
A cantora IU, assim como seu lado de atriz que leva o nome Lee Jieun, também já utilizou a língua de sinais. Não muito distante da personagem Lee Ji An da série My Ahjussi, em que a personagem utilizava a língua de sinais para se comunicar com a avó, a cantora IU já chegou a utilizar a língua de sinais durante um fanmeeting. IU aprendeu a seguinte frase “Obrigada a todos vocês por serem meus fãs” como uma forma de agradecimento.

### CL
Durante o vídeo “I Quit”, lançado em 2019, a cantora optou por não aparecer no vídeo. Porém, o MV se tornou algo especial após CL deixar o palco livre para seus dançarinos, que foram os responsáveis por transmitir a mensagem da música para o público via uso da língua de sinais.

### Seolhyun(AOA) e Kim Min Suk (Melomance)
Em um vídeo para o canal Dingo, Seolhyun, do grupo AOA, e Kim Min Suk, da dupla Melomance, apresentaram um medley especial com cinco músicas - "Sweet Heart", de SEENROOT, "Line", de Yoo Seung Woo e OOHYO, "Dream", de Suzy e Baekhyun, "Some" de Junggigo e Soyou e "I Happen to Love You", de Gain e Jo Kwon. O medley conta com dois intérpretes de língua coreana de sinais.

### WEi
Em um cover especial da música "Spring Day", do BTS, o grupo WEi acrescentou na coreografia os sinais que representam "sinto sua falta", "tempo" e "fique aqui".

### Got7
Ao final de sua performance em "You Calling My Name" os integrantes do grupo Got7 acrescentaram em sua coreografia o sinal de "nome". 

## Língua de sinais coreana nosK-dramas

### Tell Me What You Saw
Tell Me What You Saw (em coreano: 본 대로 말하라) é uma série de televisão sul-coreana de 2020 estrelada por Jang Hyuk, Choi Soo-young e Jin Seo-yeon que foi ao ar na OCN de 1 de fevereiro a 22 de março de 2020. A série conta a história de Oh Hyun Jae que costumava ser um profiler genial. Ele resolveu muitos casos com suas habilidades, mas uma explosão causada por um assassino em série, acabou com a vida de sua noiva. Após o terrível incidente, ele desapareceu e agora vive em reclusão. Cha Soo Young é uma policial em uma área rural que tem a habilidade de lembrar de tudo que já viu. Devido à sua aptidão ela é selecionada como a nova parceira informal de Oh Hyun Jae.
Durante a trama, a língua de sinais é usada por Cha Soo Young, pois tanto seu pai quanto a sua mãe são surdos. Em um dos episódios, a policial também se comunica com uma criança, um menino, usando a língua de sinais. Neste episódio em específico, é possível perceber a dificuldade que as pessoas que dependem da língua de sinais têm em se comunicar, já que um vigilante não conseguia entender o menino.

### The Beauty Inside
The Beauty Inside (em coreano: 뷰티 인사이드) é uma série de televisão sul-coreana, baseada no filme de 2015 de mesmo nome; estrelada por Seo Hyun-jin, Lee Min-ki, Lee Da-hee e Ahn Jae-hyun. A série foi ao ar na JTBC de 1° de outubro a 20 de novembro de 2018.
The Beauty Inside conta a história de amor de Han Se-gye (Seo Hyun-jin), que é uma atriz de primeira linha. Ela é conhecida como uma encrenqueira e objeto de muitos rumores. Sua vida é um mistério, mas, na realidade, ela sofre de um fenômeno incomum. A certa altura do mês, sua aparência muda para uma pessoa diferente. Seo Do-jae (Lee Min-ki), que é diretor executivo de uma companhia aérea, parece perfeito. Ele é atraente e inteligente, mas na verdade sofre de prosopagnosia.
Na série há um episódio no qual falam sobre a necessidade de adaptar a prestação de serviços de uma companhia aérea a língua de sinais, um dos personagens tem uma fala bem interessante: "Eu posso lhe dizer o que eu quero, mas e as pessoas que não sabem falar?”.
No drama podemos ver Han Se Gye (interpretada por Seo Hyun Jin) interagir com uma criança através da língua de sinais coreana. A menina não era coreana e aprendeu a língua de sinais coreana só para se comunicar com atriz.

### Doctor Prisoner
Doctor Prisoner (em coreano:  닥터 프리즈 너) é uma série de televisão sul-coreana, estrelada por Namkoong Min, Kwon Nara e Kim Byung-chul. A série foi ao ar nas quartas e quintas-feiras no canal KBS2, entre 20 de março a 15 de maio de 2019.
A trama conta a história de um médico qualificado que é forçado a parar de trabalhar em um hospital após ser acusado de negligência médica. Ele começa a trabalhar em uma prisão com o objetivo de adquirir conexões suficientes para se vingar.
No drama Doctor Prisoner, a mãe de Na Yi Jae (interpretado por Namkoong Min) é surda e também há a interação dele com ela pela língua de sinais.

### My Ahjussi
My Mister (coreano: 나의 아저씨) é uma série de televisão sul-coreana, estrelada por Lee Sun-kyun e Lee Ji-eun. A série foi dirigida por Kim Won-seok, escrita por Park Hae-young e produzida pela Chorokbaem Media. Foi ao ar na tvN de 21 de março a 17 de maio de 2018, às quartas e quintas-feiras às 21h30 (horário de Brasília). O drama foi aclamado pela crítica, ganhando o prêmio de Melhor Drama no 55º Baeksang Arts Awards.
A avó da personagem Lee Ji An (interpretada por IU) é surda, nesse drama também há muitas cenas no qual as duas conversam pela língua de sinais. Inclusive, a IU fez uma doação para a Associação Coreana de Surdos devido ao seu personagem. “IU explicou-nos que ela havia começado recentemente a aprender sobre as dificuldades enfrentadas por pessoas com deficiências auditivas. Ela pediu que suas doações fossem usadas para idosos, pois enfrentam mais desafios devido à idade. Somos muito gratos a ela”, afirmou a Associação Coreana de Surdos.

### The Heirs
The Heirs (em coreano: 왕관을 쓰려는 자, 그 무게를 견뎌라 – 상속자들) é uma série de televisão sul-coreana estrelada por Lee Min-ho e Park Shin-hye. Escrito por Kim Eun-sook, o drama foi ao ar pela SBS de 9 de outubro a 12 de dezembro de 2013 e contou com um total de vinte episódios. Devido a fama do elenco, o drama conseguiu ter os direitos internacionais de transmissão vendidos para treze países. Os protagonistas da série venceram os Prêmios de Excelência em Drama Especial na premiação SBS Drama Awards.
A mãe da protagonista Eun Sang (Park Shin-hye), a personagem Park Hee-nam, é uma empregada doméstica da família Kim. Ela perdeu a voz quando tinha três anos de idade, após uma febre alta. Por ser muda, Park Hee-nam se comunica com sua filha com a ajuda da KSL, Língua Coreana de Sinais. Com os demais personagens, ela utiliza a escrita e, por isso, sempre tem consigo uma caderneta e caneta para se expressar e até mesmo se manifestar contra sua chefe.

### 18 Again
18 Again (em coreano: 18 어게인) é uma série de televisão sul-coreana inspirada no filme 17 Outra Vez do roteirista Jason Filardi. Estrelado por Kim Ha-neul, Yoon Sang-hyun e Lee Do-hyun, o drama foi ao ar na JTBC de 21 de setembro a 10 de novembro de 2020, às segundas e terças às 21h35 (horário de Brasília). 
A trama conta a história do casal Jung Da-jung (Kim Ha-neul) e Hong Dae-young (Yoon Sang-hyun) e pais dos gêmeos fraternos Hong Shi-ah (Roh Jeong-eui) e Hong Shi-woo (Ryeo Un). Apesar de terem sido pais quando adolescentes e mesmo não possuindo boas condições financeiras, eles viviam uma feliz vida de casados até que, anos depois, o casamento feliz começa a desmoronar quando a esposa Jung Da-jung, com 37 anos de idade, decide assinar os papéis do divórcio e o Hong Dae-young se vê desempregado. Desejando voltar no tempo e mudar o destino da própria vida, o Dae-young de 37 anos milagrosamente volta ao corpo de seu eu de 18 anos (Lee Do-hyun), mas continua com a mentalidade do homem de 37 anos de idade.
No episódio 8 da série, no qual muitos telespectadores ficaram comovidos com a história, que envolve o personagem Hong Dae-young de 18 anos (Lee Do Hyun) e seu pai Hong Joo Man (Lee Byung Joon), há uma cena em que o personagem de Lee Do Hyun, durante um jogo de basquete, revela a seu pai que ele é seu filho com o uso da língua de sinais. "Foi a primeira vez que fiz língua de sinais e não foi fácil. Eu queria que parecesse natural, então pratiquei várias vezes enquanto pensava sobre o significado de cada um dos movimentos”, afirmou o ator Lee Do Hyun. Além deste episódio, na série também há cenas em que a mãe do personagem Hong Dae-young aparece ensinando a língua de sinais.

### Flower of Evil
Flower of Evil (em coreano: 악의 꽃) é uma série de televisão sul-coreana exibida pela emissora tvN de 29 de julho a 23 de setembro de 2020, estrelada por Lee Joon-gi, Moon Chae-won, Jang Hee-jin e Seo Hyun-woo. Lee e Moon já estrelaram Criminal Minds, e foi o retorno de Lee à televisão depois de dois anos.
Em um dos episódios da trama, vemos que a família de Baek Hee-sung procura contratar uma funcionária que seja muda a fim de que os segredos da família fiquem seguros. Enquanto trabalha lá, vemos a mulher se comunicar com a patroa usando a Língua de sinais coreana.

### Move to Heaven
Move to Heaven (em coreano: 무브 투 헤븐: 나는 유품 정리 사 입니다; em português: A caminho do céu) é uma série de televisão sul-coreana de 2021, dirigida por Kim Sung-ho e escrita por Yoon Ji-ryeon. É uma série original da Netflix, estrelada por Lee Je-hoon, Tang Joon-sang, Ji Jin-hee, Lee Jae-wook e Hong Seung-hee. A série fala sobre Geu-ru (Tang Joon-sang), um jovem com síndrome de Asperger, e Sang-gu (Lee Je-hoon), seu guardião. A série foi lançada mundialmente pela Netflix em 14 de maio de 2021.

Ao mostrar a história de Geu-ru, a série explica como, devido à síndrome de Asperger, a comunicação do personagem era feita por meio da Língua de sinais coreana, já que Geu-ru não se expressava pela linguagem oral.